# Cheong
Cheong ist ein kantonesischer bzw. chinesischer Familienname.

## Herkunft und Bedeutung
Der Name Cheong ist eine Transkription des chinesischen Familiennamens Zhang (chinesisch 張 / 张). Weitere Informationen finden sich dort.

## Verbreitung
Die Transkription ist vor allem in Guangdong und unter kantonesischsprachigen Minderheiten in Südostasien, Australien und Neuseeland gebräuchlich.

## Varianten
In Hongkong ist für denselben chinesischen Namen die ähnliche Transkription Cheung gebräuchlich.

## Namensträger
- Augustine Cheong Myong-jo (1935–2007), südkoreanischer Geistlicher, Bischof von Busan
- Caelan Cheong (* 2006), singapurischer Fußballspieler
- Cheong Hoi-San (* 1998), Fußballspieler für Macau
- Joseph Cheong (* 1986), US-amerikanischer Pokerspieler
- Jun Hoong Cheong (* 1990), malaysische Wasserspringerin
- Nelson Cheong (* 1979), bruneiischer Tennisspieler
- Nicholas Cheong Jin-suk (1931–2021), südkoreanischer Erzbischof, Kardinal
- Robin Cheong (* 1988), neuseeländische Taekwondoin
- Sang-Wook Cheong, südkoreanischer Physiker